# Trịnh U công
Trịnh U công (chữ Hán: 鄭幽公; trị vì: 424 TCN), tên thật là Cơ Dĩ (姬已), là vị vua thứ 22 của nước Trịnh – chư hầu nhà Chu trong lịch sử Trung Quốc.
Ông, con trai của Trịnh Cung công – vị vua thứ 21 của nước Trịnh. Năm 424 TCN, Trịnh Cung công qua đời, Cơ Dĩ lên nối ngôi tức Trịnh U công.
Cùng năm 424 TCN, tướng nước Tấn là Hàn Vũ tử đem quân đánh Trịnh, giết chết U công. Người nước Trịnh lập em ông là công tử Đãi lên ngôi, tức Trịnh Nhu công.
Trịnh U công làm vua chưa đầy một năm.